# Cerkiew św. Eliasza w Niżnym Nowogrodzie
Cerkiew św. Eliasza – jedna z cerkwi prawosławnych w Niżnym Nowogrodzie. 
Pierwsza cerkiew pod tym wezwaniem powstała w Nowogrodzie w 1506. Była to świątynia drewniana. W 1655 została ona rozebrana, a na jej miejscu powstała świątynia z kamienia. W 1874, według projektu I. Kostriukowa, dokonano częściowej przebudowy budynku i wzniesiono nad nim dodatkowe kopuły. W 1932 świątynia została zamknięta przez władze stalinowskie. W opuszczonym obiekcie urządzono piekarnię, która działała w cerkwi do 1995. Budynek nadal jest odnawiany po powstałych w tym czasie zniszczeniach. 
Cerkiew jest trójdzielna. Jedyna nawa budynku jest wzniesiona na planie kwadratu, w cerkwi znajduje się jeden ołtarz poświęcony patronowi świątyni. Nad przedsionkiem wznosi się dzwonnica, zwieńczona złoconą kopułką z krzyżem. Większa kopuła jest wzniesiona nad prezbiterium. 